# 旧明斯特 (巴伐利亚州)
旧明斯特是德国巴伐利亚州的一个市镇。总面积41.20平方公里，总人口3728人，其中男性1878人，女性1850人（2011年12月31日），人口密度90人/平方公里。